# Pluripara
Pluripara (Mehrgebärende, von lateinisch plures ‚mehrere‘ und parere ‚gebären‘) sind weibliche Säugetiere einschließlich des Menschen, die bereits mehrere Geburten hinter sich haben. Nach der Anzahl bislang erfolgter Geburten (Parität) kann man diesen Begriff in Primipara (1 Geburt), Sekundopara (2), Tertiopara (3), … spezifizieren. Meist werden in der Frauenheilkunde als Pluripara nur Frauen mit zwei bis fünf Kindern bezeichnet.
Abzugrenzen ist der Begriff Multipara (Syn. Polypara), dessen Nutzung sich in den Fachgebieten unterscheidet. In der Frauenheilkunde werden damit Frauen mit mehr als fünf Kindern bezeichnet. In der Tiermedizin und Zoologie werden hiermit weibliche Tiere der Tierarten betitelt, die bei einer Geburt gewöhnlich mehrere Nachkommen zur Welt bringen.
Das Gegenteil von Pluripara sind Nullipara (Erstgebärende), also Frauen/weibliche Tiere, die zuvor noch keine Geburt absolviert haben.
Eine weitere Klassifizierung ist Gravida. Hiermit wird die Anzahl der Schwangerschaften bzw. bei Tieren Trächtigkeiten gezählt, die nicht unbedingt in einer erfolgreichen Geburt enden müssen. Plurigravida sind Frauen bzw. weibliche Säugetiere mit mehreren vorangegangenen Schwangerschaften/Trächtigkeiten, Primigravida mit einer, Nulligravida solche ohne vorherige Schwangerschaft/Trächtigkeit. Nongravida sind Frauen bzw. weibliche Säugetiere die momentan nicht schwanger bzw. trächtig sind.